# SQ3R
SQRRR — метод розуміння тексту названий як акронім своїх п'яти кроків: survey (оглянути), question (запитати), read (прочитати), recite (переказати), та review (переглянути). Метод був вперше представлений Френсісом Робінсоном 1946 року, в книжці «Ефективне навчання», на основі принципів задокументованих в 1930-тих.
Метод створений для студентів коледжів, але може також використовуватись учнями в початковій школі, які можуть практикувати всі кроки, як тільки вони почнуть читати довші та більш складні тексти (приблизно в четвертому класі).
Подібні методи, розроблені згодом, включають PQRST та таблицю KWL.

## Процес
1. Оглянути (Survey)
Перший крок, огляд, або сканування, радить уникнути спокуси прочитати книжку, і натомість просковзнути крізь розділ щоб зауважити заголовки, підзаголовки та інші елементи що виділяються в тексті. Це робиться для того щоб ідентифікувати ідеї та сформулювати питання щодо вмісту розділу.
2. Запитати (Question)
Сформулювати питання про вміст тексту. Наприклад, перетворити заголовки та підзаголовки в питання, а тоді шукати відповіді у тексті секції. Можна також сформулювати інші більш загальні питання:
  - Про що цей розділ?
  - На які питання цей розділ намагається дати відповіді?
  - Як ця інформація допоможе мені?
3. Прочитати (Read, R1)
Використайте підготовчу роботу здійснену в пунктах «S» та «Q» для того щоб почати читати активно.
4. Переказати (Recite, R2)
Друга «R» відома як «Переказати/Переписати» чи «Пригадати.» Використовуючи ключові фрази потрібно ідентифікувати основні ідеї, та відповісти на питання з кроку Q для кожної секції. Це можна робити як усно так і письмово. Важливо щоб той хто застосовує метод використовував власні слова.
5. Переглянути (Review R3)
Якщо студент дотримався всіх рекомендацій, він повинен мати листок з питаннями, і повинен перевірити себе пробуючи пригадати ключові фрази. Сумлінний студент повинен негайно переглядати кожну секцію знаходячи ключові слова які забулись.[4]

## Зноски
1. ↑  Robinson, Francis Pleasant (1978). Effective Study (вид. 6th). New York: Harper & Row. ISBN 978-0-06-045521-7.
2. 1 2  Gunning, T.G. (2002). Creating Literacy Instruction for All Children (вид. 4th). Allyn & Bacon. ISBN 978-0-205-35539-6.
3. ↑  Reading Course Textbooks. Office of Academic Support & Counseling. Архів оригіналу за 30 вересня 2020. Процитовано 29 липня 2024. [Архівовано 2020-09-30 у Wayback Machine.]
4. ↑  SQ3R: SAT Active Reading Strategies (Part 1) (Article).